# 게티즈버그 (1993년 영화)
《게티즈버그》(영어: Gettysburg)는 게티즈버그 전투를 다룬 미국의 1993년 서사 전쟁 영화이다. 영화는 게티즈버그 숲 속에서 북군의 움직임을 관찰하던 한 남군 정찰자가 6월 30일에 북버지니아군 제1군단장 제임스 롱스트리트를 찾아와 포토맥군이 남군 방향으로 진격해 오고 있다고 보고하는 것에서 시작한다. 7월 3일 전투 당일의 피킷의 돌격이 영화의 백미이다.

## 출연진
남군
- 톰 베런저 - 제임스 롱스트리트 중장 역
- 마틴 신 - 로버트 E. 리 장군 역
- 스티븐 랭 - 조지 피킷 소장 역
- 리처드 조던 - 루이스 아미스테드 준장 역
- 앤드루 프라인 - 리처드 B. 가넷 준장 역
- 쿠퍼 허커비 - 헨리 토머스 해리슨 역
- W. 모건 셰퍼드 - 아이작 R. 트림블 소장 역 / 해설
- 키런 멀로니 - 목슬리 소럴 소령 역: 리 장군의 부관.
- 제임스 패트릭 스튜어트 - 에드워드 포터 알렉산더 대령 역: 피킷의 돌격 당시 남군 포병대 지휘관.
- 로이스 D. 애플게이트 - 제임스 L. 켐퍼 준장 역
- 워런 버턴 - 헨리 히스 소장 역
- 조지프 퓨콰 - 젭 스튜어트 소장 역
- 팀 스콧 - 리처드 S. 유얼 중장 역
- 조지 레이전비 - J. 존스턴 페티그루 준장 역
- 테드 터너 - 월러 T. 패튼 대령 역: 터너 픽처스 소유주인 터너가 피킷의 돌격 장면에서 잠깐 등장한다.

북군
- 제프 대니얼스 - 메인 20 지원병연대의 조슈아 체임벌린 대령 역
- 샘 엘리엇 - 존 뷰퍼드 준장 역: 게티즈버그 전투를 시작한 장본인.
- C. 토머스 하월 - 토머스 “톰” 체임벌린 중위 역: 조슈아 체임벌린의 동생.
- 케빈 콘웨이 - 버스터 킬레인 병장 역: 가공의 인물.
- 브라이언 맬런 - 윈필드 스콧 행콕 소장 역
- 존 딜 - 조지프 버클린 이등병 역
- 존 로스먼 - 존 F. 레이놀즈 소장 역: 첫째 날 저격병에 저격당한 북군 제1군단장.
- 리처드 앤더슨 - 조지 미드 소장 역
- 빌리 캠벨 - 앤드루 루이스 피처 중위 역
- 맥스웰 콜필드 - 스트롱 빈센트 대령 역
- 도널 로그 - 엘리스 스피어 대위 역
- 마크 모지스 - 오언 병참 하사관 역
- 켄 번스 - 행콕의 보좌관 역: PBS의 텔레비전 다큐멘터리 미니시리즈 《남북전쟁》(1990)을 만든 번스가 피킷의 돌격 장면에서 행콕의 참모 장교로 카메오 출연했다. 그는 행콕의 유명한 대사 “군단장의 목숨을 아낄 때가 아니다”를 유도하는 역할을 했다.
- 맷 레처 - 메인 병사 2 역

## 제작
미국 국립공원관리청은 악마의 소굴과 리틀라운드톱을 포함하여 130년 전에 게티즈버그 전투가 실제로 벌어졌던 자리에서 전투 재현 장면을 촬영하도록 허가하였다. 그러나 영화 대부분은 애덤스군 인근 농장에서 촬영되었다. 또한 대규모 전투 장면 촬영을 위해 전국에서 남북 전쟁 역사 재현 애호가들이 자비로 달려왔다.

## 프리퀄
10년 후인 2003년에 개봉한 《신의 영웅들》은 후속작이지만 다루고 있는 시대는 《게티즈버그》를 앞지르며, 전쟁 발발부터 스톤월 잭슨이 전사하는 챈슬러즈빌 전투까지를 다룬다. 《게티즈버그》의 일부 출연자가 《신의 영웅들》에도 동일 배역으로 재출연했으며, 그 예는 조슈아 체임벌린 대령 역의 제프 대니얼스, 그의 동생 역의 C. 토머스 하월, 체임벌린의 충실한 부하 버스터 병장 역의 케빈 콘웨이, 트림블 소장 역의 W. 모건 셰퍼드, 남군 포병대 지휘관 알렉산더 대령 역의 제임스 패트릭 스튜어트 등이다.